# Liste des membres de l'Association européenne des zoos et des aquariums
L'Association européenne des zoos et des aquariums est une association européenne de zoos et d'aquariums. Elle est composée de membres permanents et temporaires, d'associations plus petites (nationales ou dédiées à un seul animal comme le Snow Leopard Trust) et de membres corporatifs. La liste ci-dessous présente les entités membres de l'EAZA.

## Allemagne
- Zoo d'Aix-la-Chapelle
- Zoo d'Augsbourg
- Jardin zoologique de Berlin-Friedrichsfelde
- Zoo de Berlin
- Zoo de Bochum
- Zoo de Bremerhaven
- Zoo de Chemnitz
- Vivarium de Darmstadt
- Zoo de Dortmund
- Jardin zoologique de Dresde
- Zoo de Duisbourg
- Aquazoo de Düsseldorf
- Zoo de Eberswalde
- Zoo de Erfurt
- Zoo de Francfort-sur-le-Main
- Zoo de Gelsenkirchen
- Zoo de Görlitz
- Zoo de Guadeloupe
- Zoo de Halle
- Zoo de Hambourg
- Zoo de Hanovre
- Zoo de Heidelberg
- Zoo de Hoyerswerda
- Zoo de Karlsruhe
- Zoo de Cologne
- Zoo de Krefeld
- Zoo Opel
- Zoo de Landau in der Pfalz
- Zoo de Leipzig
- Zoo de Magdebourg
- Zoo de Martinique
- Parc ornithologique de Marlow
- Zoo de Munich
- Zoo de Münster
- Zoo de Neumünster
- Zoo de Neunkirchen
- Zoo de Neuwied
- Zoo de Nordhorn
- Zoo de Nuremberg
- Zoo de Osnabrück
- Zoo de Rheine
- Zoo de Rostock
- Zoo de Sarrebruck
- Zoo de Schwerin
- Jardin zoologique de Straubing
- Wilhelma
- Zoo de Ueckermünde
- Parc ornithologique de Walsrode
- Zoo de Wuppertal

## Autriche
- Zoo d'Herberstein
- Alpenzoo Innsbruck
- Zoo Schmiding
- Zoo de Salzbourg
- Zoo de Schönbrunn et Aquarium de Schönbrunn

## Belgique
- Zoo d'Anvers
- Pairi Daiza à Brugelette
- Le Monde Sauvage d'Aywaille
- Grottes de Han
- Zoo d'Ypres
- Aquarium-Muséum de Liège
- Zoo de Malines
- Musée d'histoire naturelle de Tournai

## Croatie
- Zoo de Zagreb

## Danemark
- Zoo de Aalborg
- Parc et safari de Knuthenborg
- Ree Park
- Zoo de Givskud
- Aquarium du Danemark
- Zoo de Copenhague
- Jesperhus Jungle Zoo
- Zoo de Odense
- Zoo tropical de Randers Regnskov

## Émirats arabes unis
- Zoo de Dubaï
- Zoo de Charjah

## Espagne
- Aquarium de Barcelone
- Parc zoologique de Barcelone
- Selwo Marina
- Terra Natura
- Parc de la nature de Cabárceno
- Marineland de Majorque
- Selwo Aventura
- Bioparc Fuengirola
- Parc zoologique et botanique de Jerez
- Faunia
- Zoo Aquarium de Madrid
- Loro Parque
- Zoo de Santillana
- Mini Hollywood
- L'Oceanogràfic
- Bioparc Fuengirola
- Bioparc Valencia

## Estonie
- Tallinna Loomaaed

## Finlande
- Zoo finlandais de Ahtari
- Zoo d'Helsinki
- Parc de Ranua

## France
- Parc zoologique d'Amnéville
- Zoo du Bassin d'Arcachon
- Parc animalier des Pyrénées
- Zoo d'Amiens
- Marineland d'Antibes
- Zoo d'Asson
- Zooparc de Beauval
- Parc zoologique du muséum de Besançon
- Espace zoologique de La Boissière-du-Doré
- Nausicaä Centre National de la Mer
- Océanopolis
- Réserve zoologique de Calviac
- Parc zoologique de Champrepus
- Parc zoologique de Clères
- Le Pal
- Parc animalier d’Auvergne
- Parc zoologique de Doué-la-Fontaine
- Parc zoologique de Fort-Mardyck Dunkerque Grand Littoral
- Parc zoologique de la Cabosse
- Zoo de La Flèche
- Zoo de la Palmyre
- Parc zoologique de Lille
- Centre d'Études et de Recherche Zoologiques Augeron - CERZA
- Jardin zoologique de la ville de Lyon
- Espace Zoologique de Saint-Martin-la-Plaine
- Parc zoologique de Lunaret
- Parc zoologique et botanique de Mulhouse
- Parc zoologique du château de Branféré
- Le Parc des Félins
- Réserve zoologique de la Haute-Touche
- Aquarium de la Porte Dorée
- Ménagerie du Jardin des plantes
- Parc zoologique de Vincennes
- Safari de Peaugres
- Parc animalier de La Barben
- African Safari
- Zoo de la Bourbansais
- Parc zoologique de Pont-Scorff
- Le Rocher des Aigles
- Vallée des singes
- Touroparc Zoo
- Parc zoologique des Sables-d'Olonne
- Réserve africaine de Sigean
- Grand Aquarium de Saint-Malo
- Parc zoologique de Thoiry
- Parc zoologique de Trégomeur
- Parc ornithologique de Villars-les-Dombes

## Grèce
- Parc zoologique Attica (Αττικό Πάρκο)
- Aquarium de Rhodes

## Hongrie
- Zoo de Budapest
- Zoo de Debrecen
- Zoo de Jászberény
- Zoo de Nyíregyháza - Sosto Zoo
- Zoo de Szeged
- Zoo de Veszprém

## Irlande
- Zoo de Dublin
- Fota Wildlife Park

## Israël
- Zoo biblique de Jérusalem
- Centre zoologique de Tel Aviv

## Italie
- La Torbiera (zoo d'Agrate)
- Parco Natura Viva
- Zoo de Falconara Marittima
- Aquarium de Gênes
- Punta Verde à Lignano Sabbiadoro
- Stazione zoologica Anton Dohrn
- Jardin zoologique de Pistoia (membre temporaire)
- Bioparco
- Zoomarine (membre temporaire)

## Kazakhstan
- Zoo d'Almaty

## Koweït
- Zoo de Salmiya

## Lettonie
- Zoo de Riga

## Lituanie
- Zoo de Lituanie

## Luxembourg
- Parc Merveilleux

## Norvège
- Atlanterhavsparken
- Aquarium de Bergen
- Parc zoologique de Kristiansand

## Pologne
- Jardin zoologique de Silésie (Śląski Ogród Zoologiczny)
- Parc zoologique de Gdańsk (Miejski Ogród Zoologiczny Wybrzeża)
- Parc zoologique de Cracovie (Ogród Zoologiczny w Krakowie)
- Parc zoologique de Łódź (Miejski Ogród Zoologiczny w Łodzi)
- Parc zoologique d'Opole (Ogród Zoologiczny w Opolu)
- Parc zoologique de Płock (Ogród Zoologiczny w Płocku)
- Parc zoologique de Poznań (Ogród Zoologiczny w Poznaniu)
- Parc zoologique de Toruń (Ogród Zoobotaniczny w Toruniu)
- Parc zoologique de Varsovie (Ogród Zoologiczny w Warszawie)
- Jardin zoologique de Wrocław (Ogród Zoologiczny we Wrocławiu)

## Pays-Bas
- Vogelpark Avifauna (Vogelpark Avifauna)
- Parc zoologique de Amersfoort (DierenPark Amersfoort)
- Artis - zoo d'Amsterdam (Artis)
- La Forêt des Singes (Apenheul)
- Burgers' zoo
- Parc zoologique d'Emmen (Dierenpark Emmen)
- Parc zoologique de Wissel (Dierenpark Wissel)
- Dolfinarium Harderwijk (Dolfinarium Harderwijk)
- Safariparc Beekse Bergen (Safaripark Beekse Bergen)
- Zoo de Kerkrade (GaiaPark Kerkrade Zoo)
- Aqua Zoo Friesland (Aqua Zoo Friesland)
- Dierenrijk Europa (Dierenrijk Europa)
- Zoo parc d'Overloon (Zoo Parc Overloon)
- Ouwehands Dierenpark (Ouwehands Dierenpark)
- Zoo de Rotterdam (Diergaarde Blijdorp)

## Portugal
- Zoomarine d'Albufeira (Zoomarine)
- ParkZoo S. Inacio (ParkZoo S. Inacio)
- Aquarium Vasco de Gama (Aquário Vasco da Gama)
- Oceanário (Oceanário de Lisboa)
- Jardin zoologique de Lisbonne (Jardim Zoológico de Lisboa)
- Parc ornithologique de Lourosa (Parque Ornitologico de Lourosa)

## Royaume-Uni
- Drusillas Zoo Park
- The Hawk Conservancy
- Volière du manoir Waddesdon (Waddesdon Manor Aviary)
- Curraghs Wildlife Park
- Zoo de Banham (Banham Zoo)
- Folly Farm
- Zoo de Howletts
- Zoo de Belfast
- West Midland Safari Par
- Zoo de Blackpool
- Blair Drummond Safari
- Birdland Park
- Zoo de Bristol (Bristol, Clifton & West of England Zoological Society)
- Paradise Wildlife Park
- Cotswold Wildlife Park
- Wildlife Park Cricket St. Thomas
- Chessington World of Adventures
- North of England Zoological Society
- Zoo de Colshester
- Welsh Mountain Zoo
- South Lakes Wild Animal Park
- Jardin zoologique de Dudley (Dudley and West Midlands Zoological Society)
- Jardin zoologique d'Édimbourg
- Thrigby Hall Wildlife Gardens
- Hamerton Zoo Park
- Volière d'Harewood House
- Paradise Wildlife Park
- Durrell Wildlife Conservation Trust
- Africa Alive!
- Highland Wildlife Park
- Linton Zoological Gardens
- Zoo de Londres
- Zoo de Port Lympne
- Flamingo Land Theme Park & Zoo
- Marwell Wildlife
- Stapeley Water Gardens
- Amazon World Zoo
- Zoo de Newquay
- Parc zoologique de Paignton (Paignton Zoo Environmental Park)
- Knowsley Safari Park
- The World Owl Trust
- Shaldon Wildlife Trust
- Living Coasts
- Zoo de Twycross
- Monkey World - Ape Rescue Centre
- Longleat Safari Park
- Zoo de Whipsnade
- Parc zoologique de Blackbrook
- Safari parc de Woburn

## Russie
- Parc zoologique et botanique de Kazan
- Parc zoologique de Moscou (Московский зоопарк)
- Parc zoologique de Novossibirsk
- Parc zoologique de Saint-Pétersbourg

## Slovaquie
- Parc zoologique de Bojnice (Bojnická zoologická záhrada)
- Parc zoologique de Bratislava (Bratislavská zoologická záhrada)

## Slovénie
- Zoo de Ljubljana  (Živalski vrt Ljubljana)

## Suède
- Parc zoologique de Borås
- Zoo de Eskilstuna
- Zoo de Furuvik
- Universeum
- Zoo de Skåne
- Nordens Ark
- Järvzoo
- Zoo de Kolmården
- Zoo de Lycksele
- Orsa Gronklitt
- Skansen-Akvariet
- Zoo de Stockholm

## Suisse
- Zoo de Bâle
- Parc zoologique Dählhölzli
- Zoo de Goldau
- Zoo de Walter
- Papiliorama
- Zoo de Zurich
- Zoo de Servion
- Wildnispark Zürich Sihlwald

## Tchéquie
- Zoo de Brno
- Podkrusnohorsky Zoopark Chomutov
- Zoo de Decin
- Parc zoologique d'Ohrada
- Parc zoologique de Jihlava
- Parc zoologique de Liberec
- Parc zoologique d'Olomouc
- Parc zoologique d'Ostrava
- Parc zoologique et botanique de Plzen
- Zoo de Prague
- Parc zoologique d'Ústí nad Labem
- Zoo de Zlin-Lesna

## Turquie
- Zoo du Bosphore

## Ukraine
- Zoo de Mykolaïv.
- Zoo de Kiev.
- Zoo d'Odessa.